# Autoserica cinchonae
Autoserica cinchonae är en skalbaggsart som beskrevs av Louis Burgeon 1946. Autoserica cinchonae ingår i släktet Autoserica och familjen Melolonthidae. Inga underarter finns listade.